# 벽방초등학교
벽방초등학교는 대한민국 경상남도 통영시 광도면 안정리에 있는 공립 초등학교이다.

## 학교 연혁
- 1922년 4월 15일 광도공립보통학교 개교
- 1938년 4월 1일 광도제1공립심상소학교로 개칭
- 1941년 4월 1일 광도제1공립국민학교로 개칭
- 1946년 9월 1일 벽방국민학교로 개칭
- 1981년 2월 1일 병설유치원 설립 인가

- 2022년 4월 15일 개교 100주년
- 2022년 말 킨볼 전국대회 진출, 남녀 동반 우승
- 2023년 킨볼 전국대회 남녀 동반 우승

## 학교 동문
연예인 동문으로는 알려진 바가 없고, 55회 졸업생인 조현준 통영부시장이 있다.

## 참고 자료
- 벽방초등학교 - 한국교육학술정보원 학교알리미